# Пьер, Жан-Батист-Мари
Жан-Бати́ст-Мари́ Пьер (фр. Jean-Baptiste Marie Pierre; 6 марта 1714, Париж — 15 мая 1789 год, Париж) — французский живописец академического направления, художник-декоратор, рисовальщик и гравёр эпохи рококо и раннего неоклассицизма.
Жан-Батист-Мари Пьер учился рисунку и живописи у Никола Бертена и посещал курсы в Королевской Академии живописи и скульптуры в Париже под руководством Шарля-Жозефа Натуара. В 1734 году он получил Римскую премию Академии, что позволило ему уехать в Италию и заниматься во Французской академии в Риме с 1735 по 1740 год под руководством Николя Флюгеля, а затем Жана-Франсуа де Труа.
По возвращении в Париж он 29 апреля 1741 года был утвержден академией, затем 31 марта 1742 года принят в академики. На протяжении 1740-х годов художник блистал во всех жанрах живописи: историческом, мифологическом, религиозном, выполняя многочисленные заказы королевского двора и церкви.
В 1770 году заменил скончавшегося Франсуа Буше в должности ректора Королевской Академии живописи и скульптуры. Он стал придворным художником регента герцога Орлеанского, а затем Первым живописцем короля (Рremier peintre du roi) Людовика XV и, позднее, Людовика XVI. В 1770—1789 годах он был директором Королевской мануфактуры Гобеленов.

## Творчество
Ж.-Б.-М. Пьер выполнял картоны для шпалер, расписывал плафоны, десюдепорты в замке Фонтенбло. Писал картины на исторические, мифологические и бытовые сюжеты. В 1756 году Пьер расписал купол Капеллы Девы в парижской церкви Сен-Рок сценой «Вознесение Девы Марии».
Среди учеников Жана-Батиста-Мари Пьера в Королевской академии живописи и скульптуры были Жан Барден, Жан-Жак Башелье, Этьен-Луи Булле, Антуан Вестье, Луи-Жак Дюрамо, Николя-Рене Жоллен, Фридрих Реклам, Этьен де ла Валле-Пуссен, Жан-Жак-Франсуа Ле Барбье и многие другие.
В санкт-петербургском Эрмитаже имеется одна картина Пьера: «Старик в кухне».

## Галерея

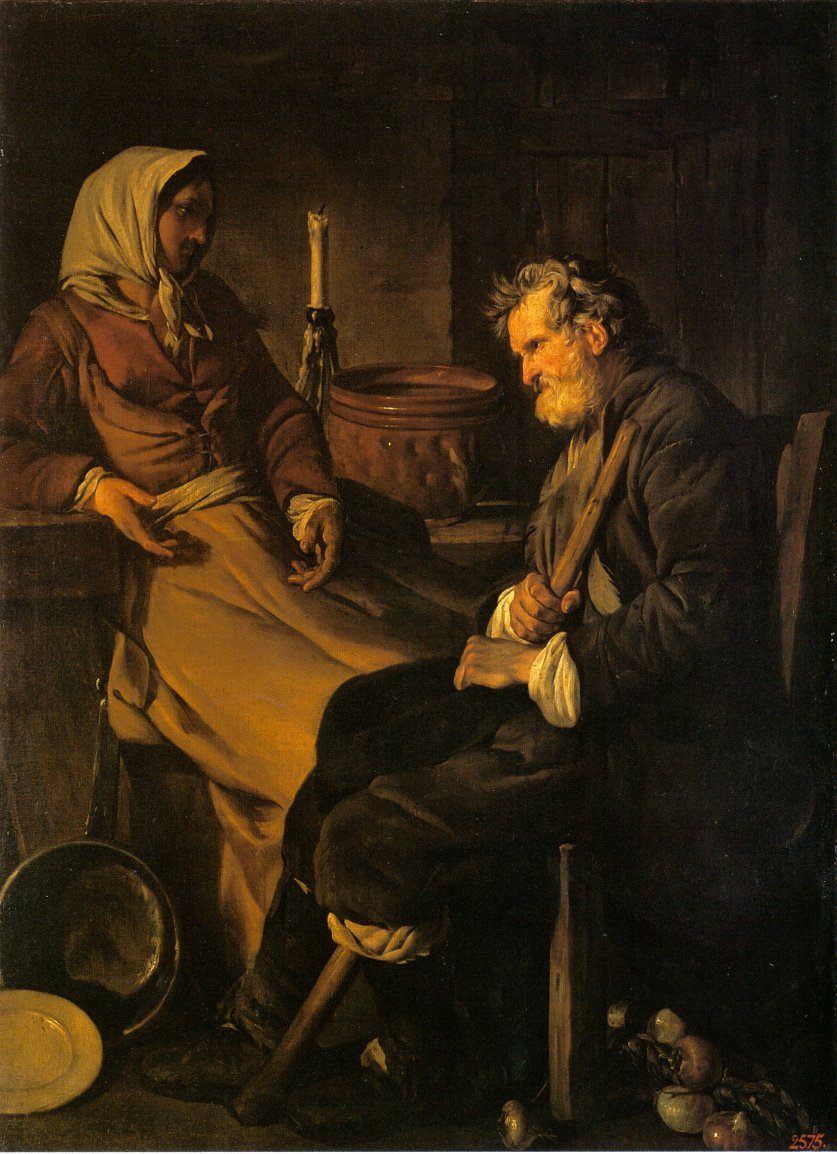
Старик в кухне. Ок. 1745. Холст, масло. Государственный Эрмитаж, Санкт-Петербург
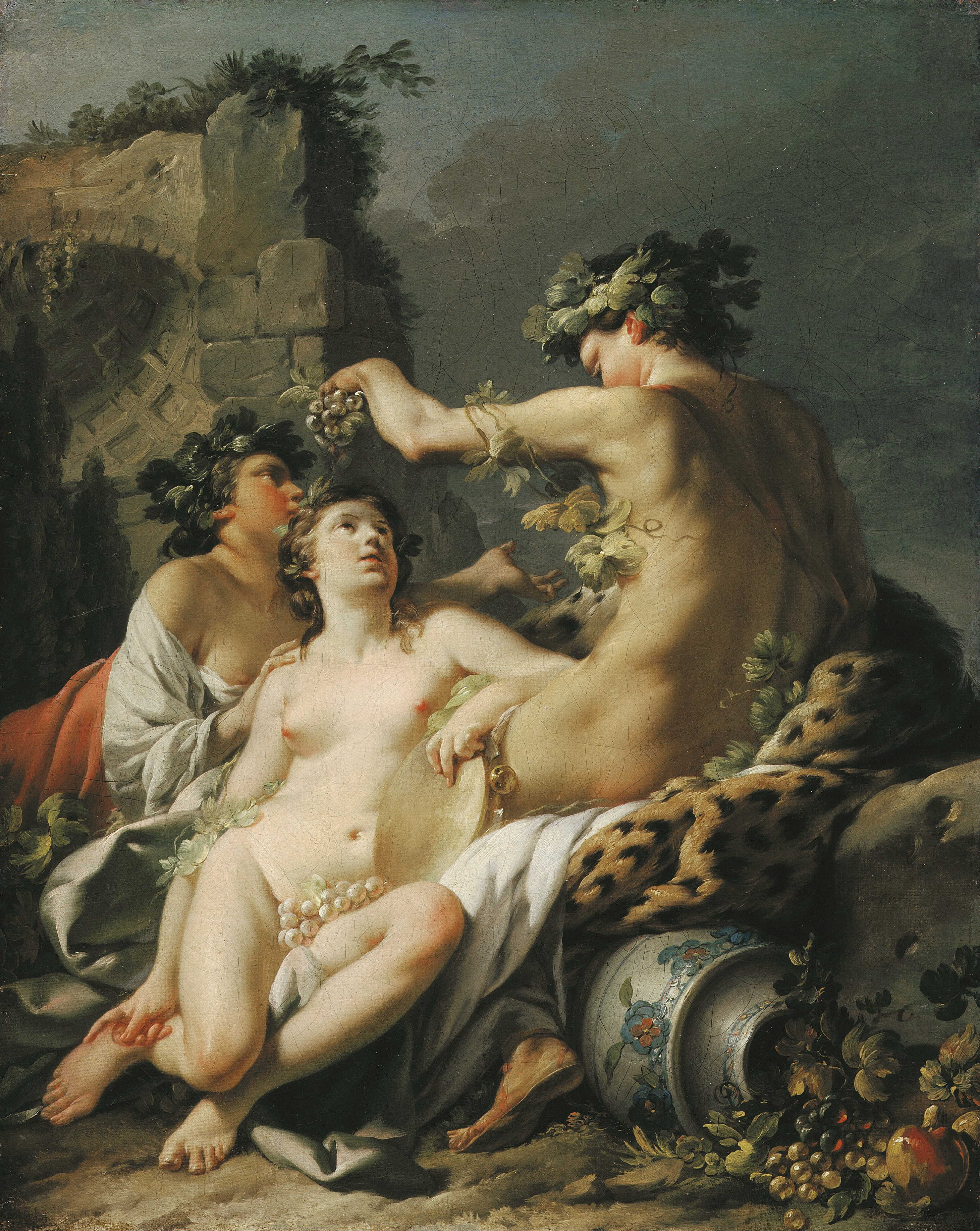
Осень. Музей Шмидта ван Гельдера, Антверпен
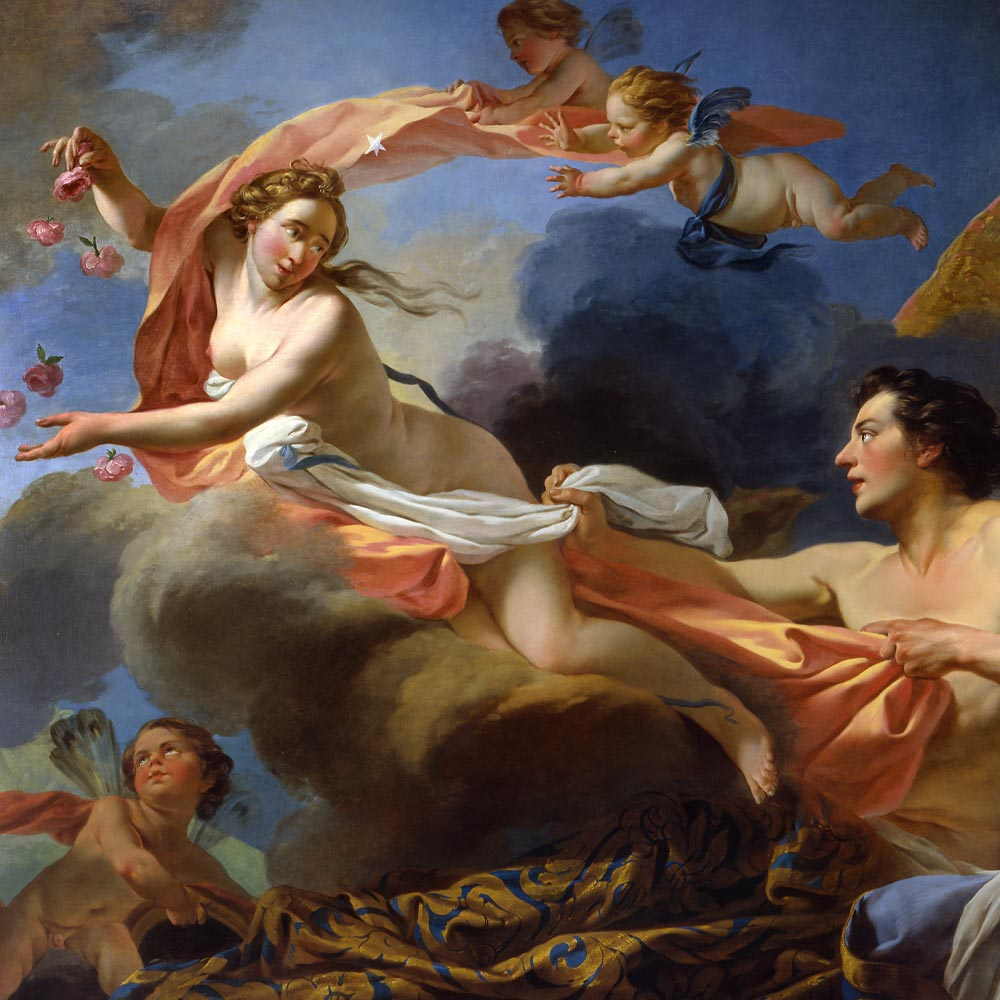
Аврора и Тифон. 1747. Холст, масло. Музей Сент-Круа, Пуатье
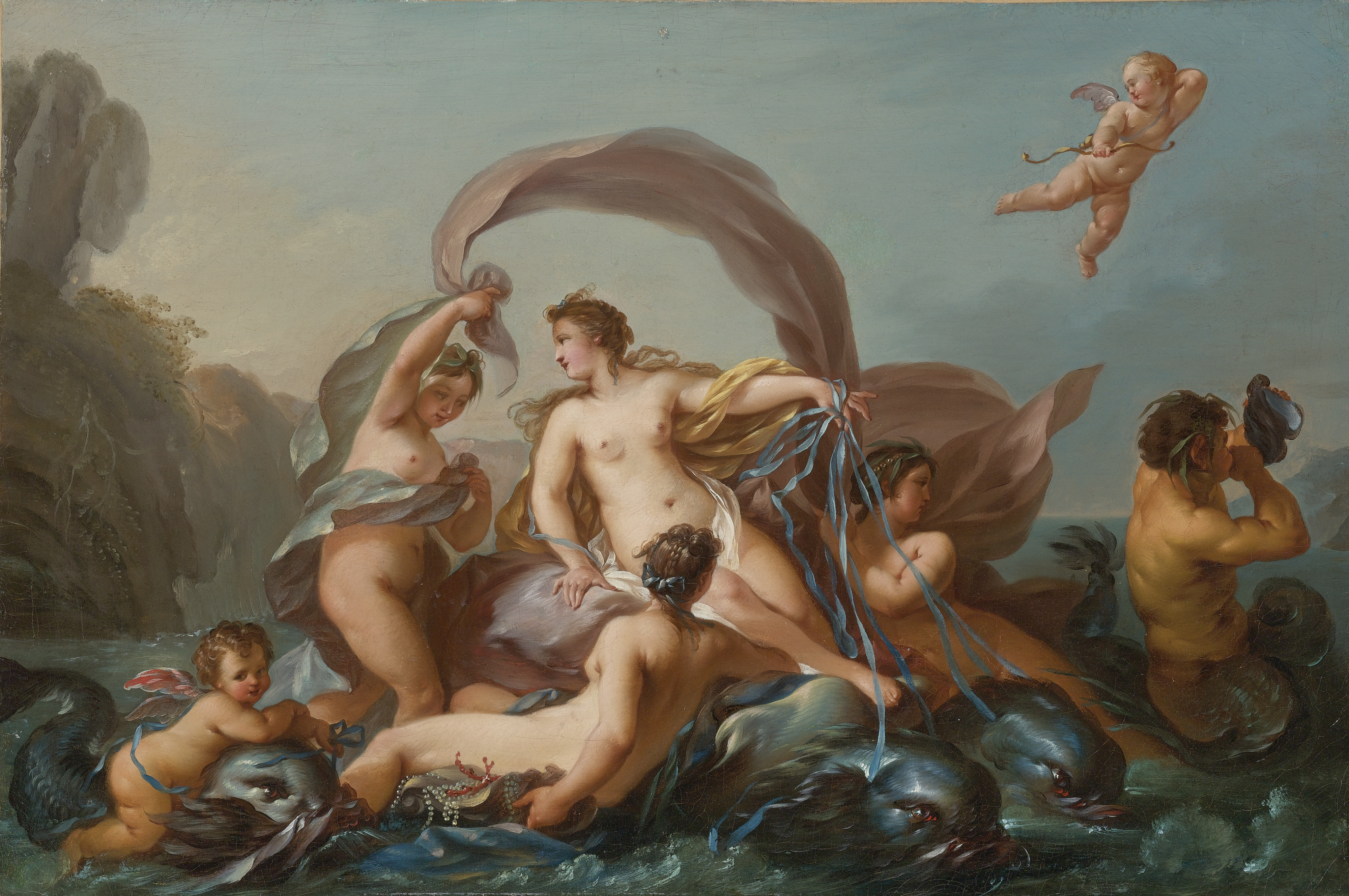
Рождение Венеры. Холст, масло. Частное собрание
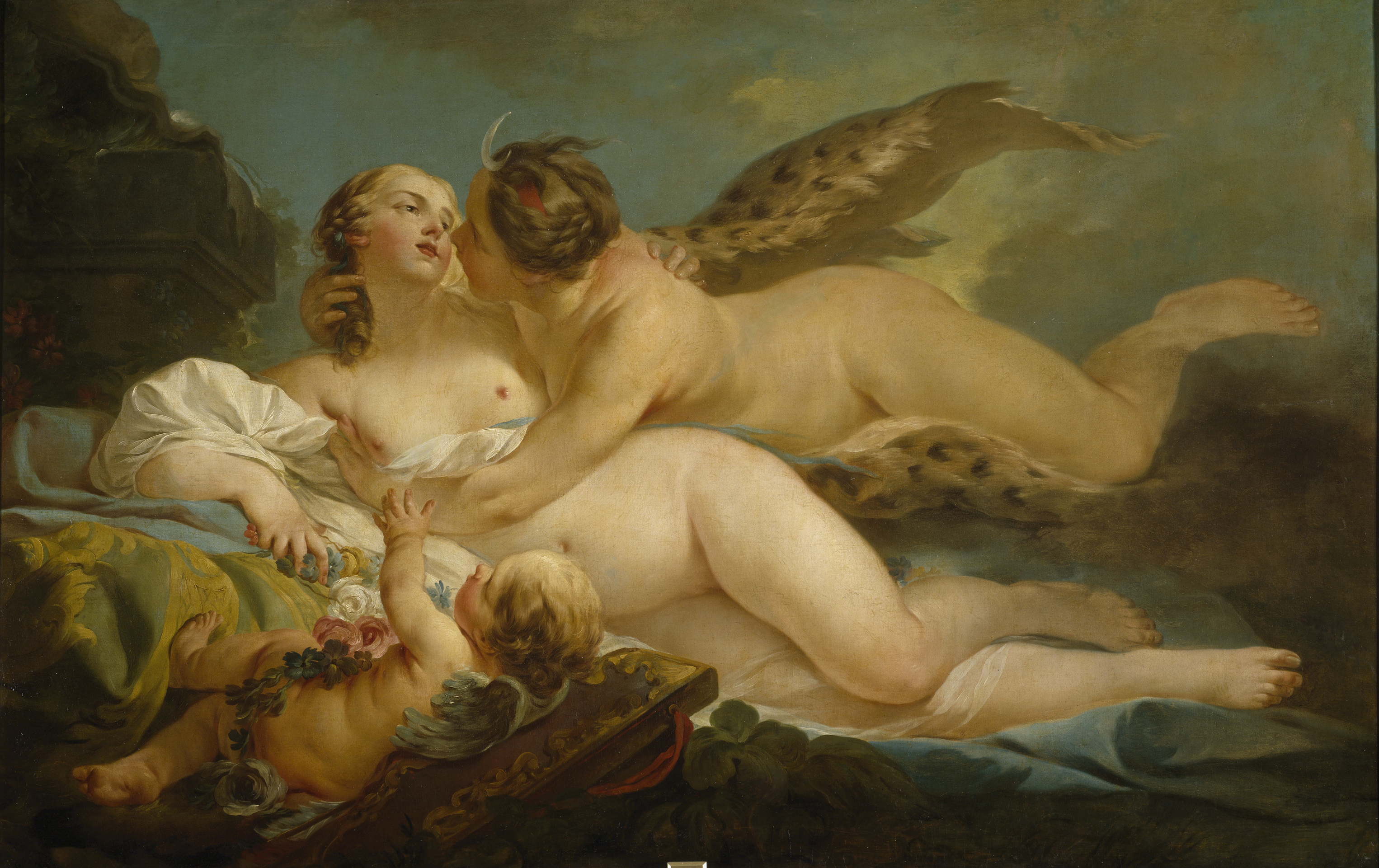
Диана и Каллисто. Между 1745 и 1749. Холст, масло. Прадо, Мадрид
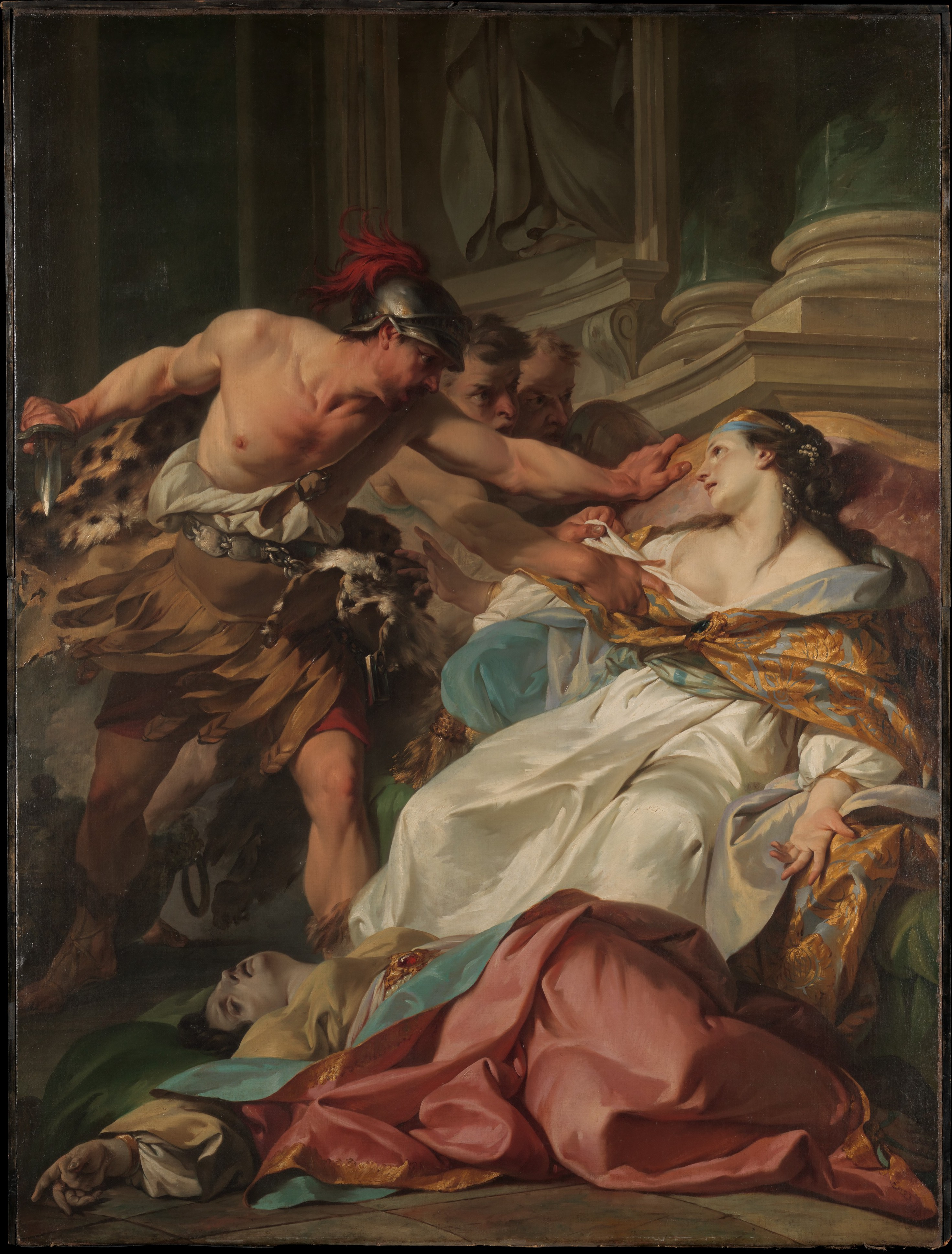
Смерть Гармонии. Ок. 1740. Холст, масло. Метрополитен-музей, Нью-Йорк
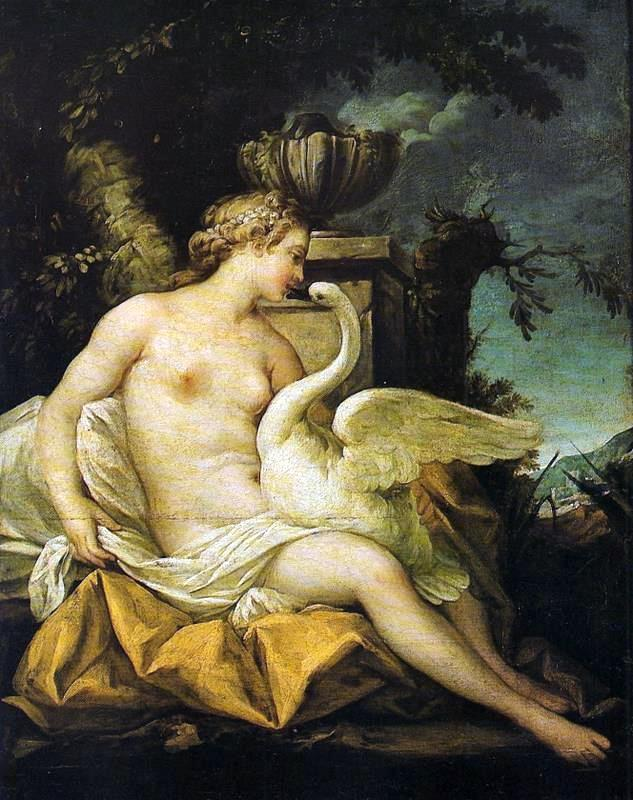
Леда и лебедь. Холст, масло. Национальный музей изящных искусств, Рио-де-Жанейро
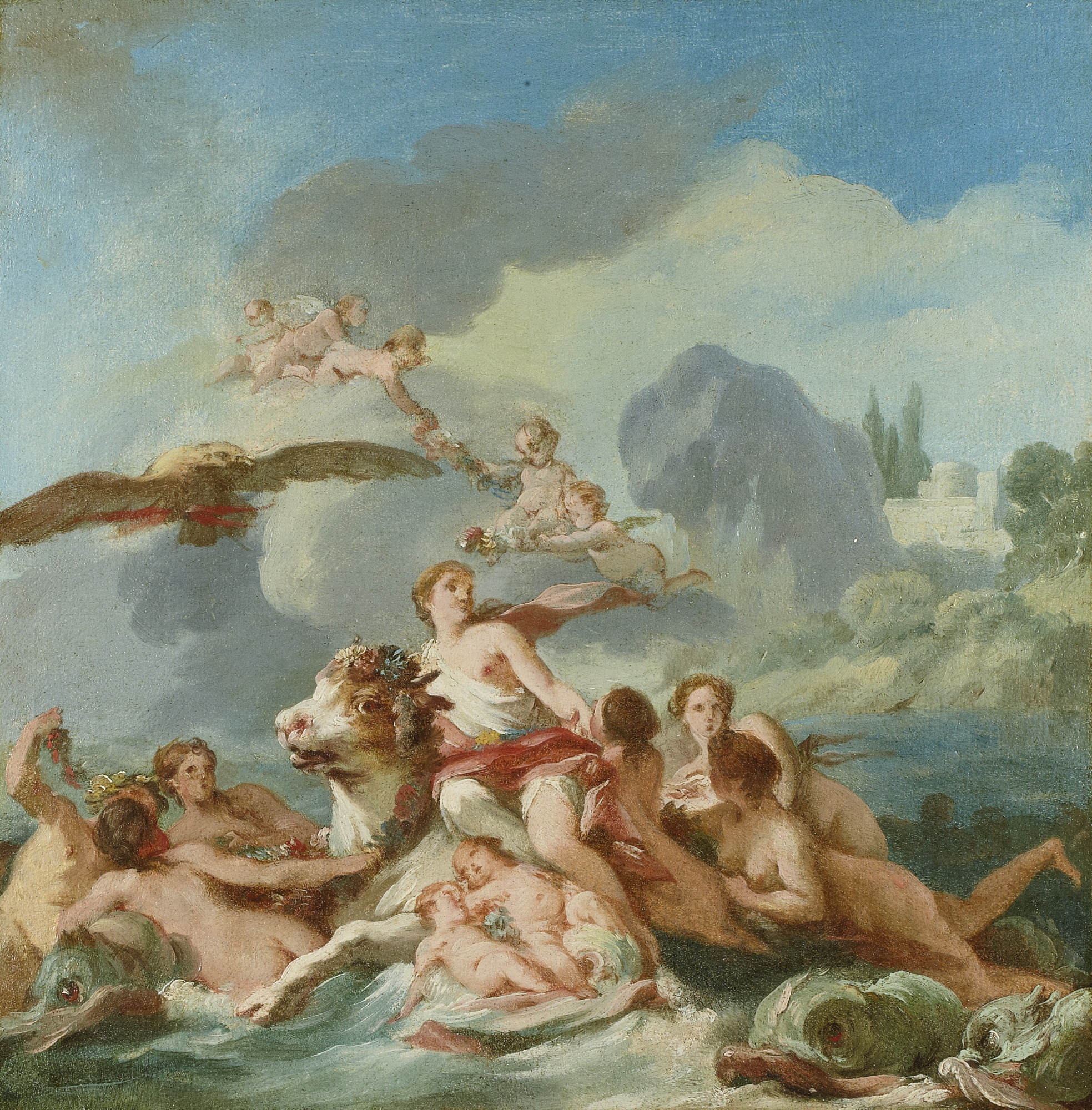
Похищение Европы. Бумага на холсте, масло. Частное собрание
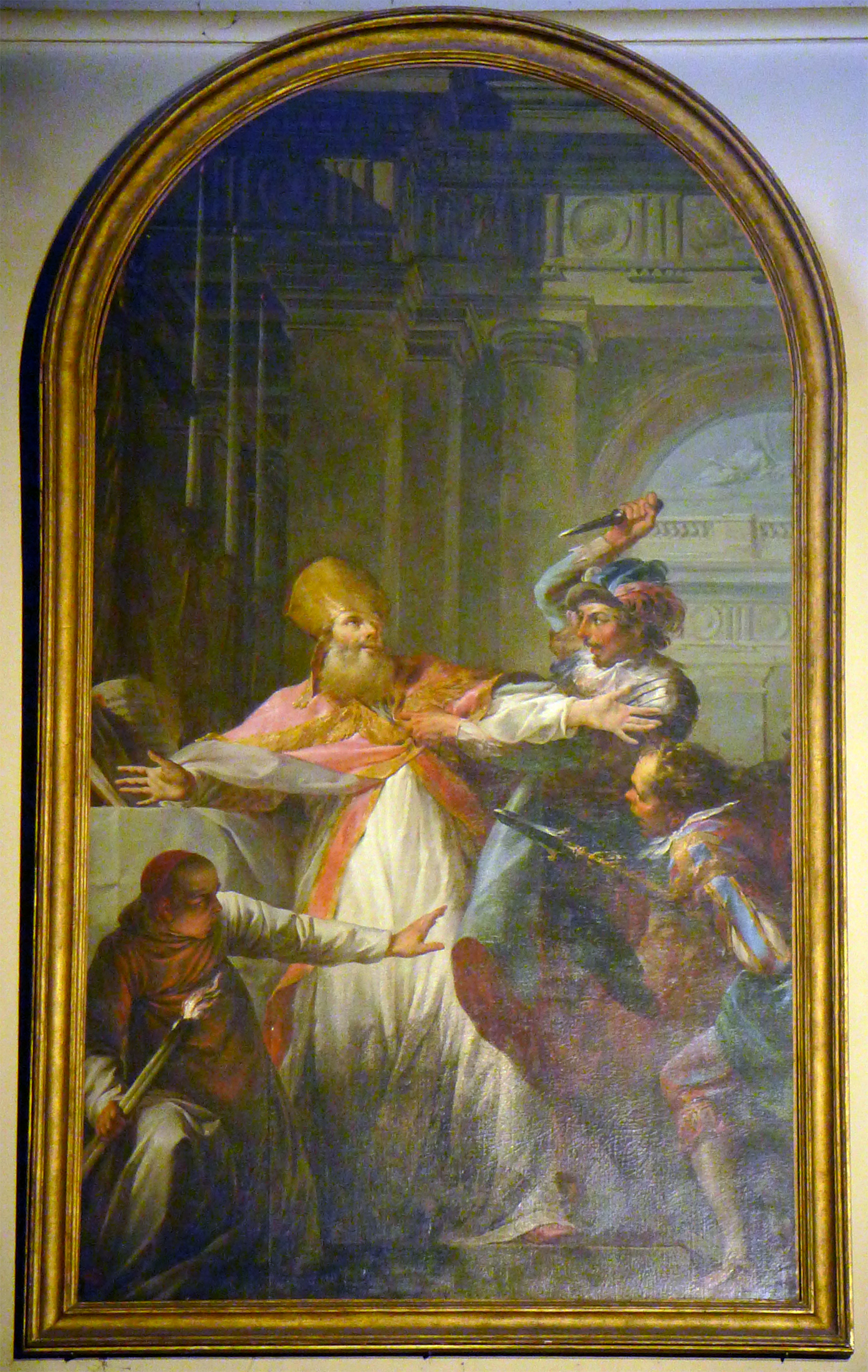
Мученичество святого Томаса Бекета, архиепископа кентерберийского. Холст, масло. Церковь Нотр-Дам-де-ла-Берси, Париж
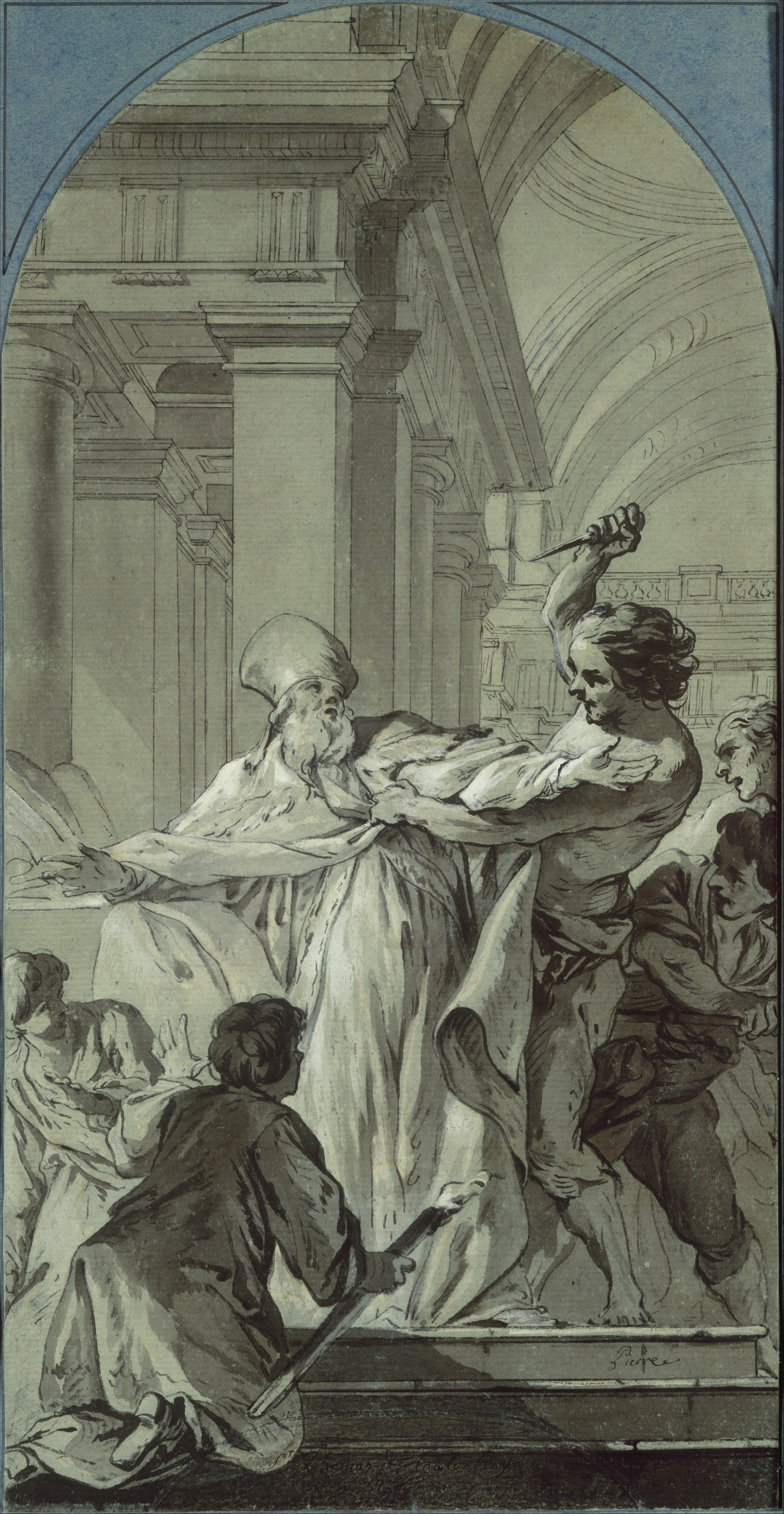
Мученичество святого Томаса Бекета, архиепископа кентерберийского. Ок. 1748. Бумага, чернила, кисть, перо, белила. Метрополитен-музей, Нью-Йорк
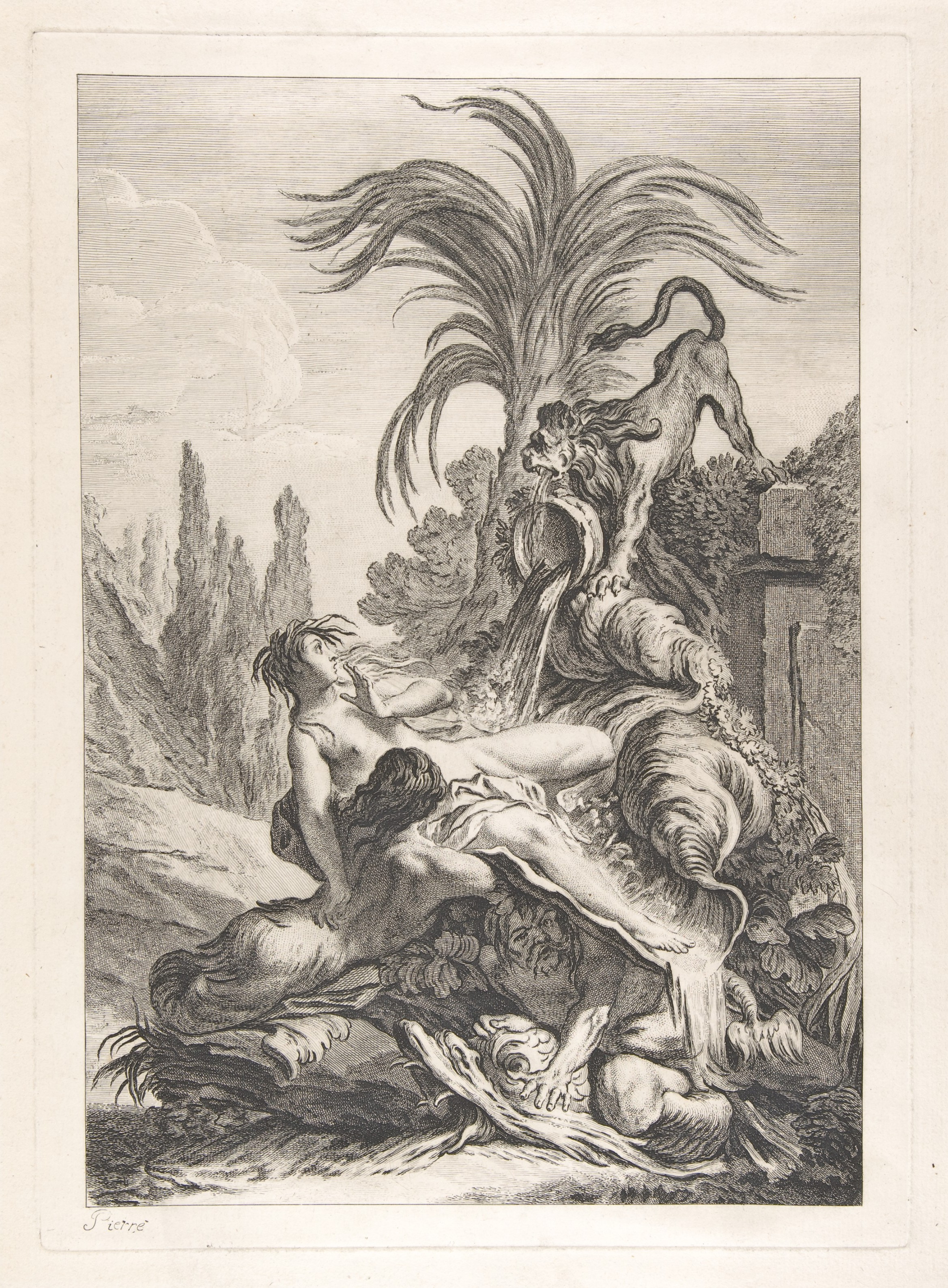
Наяда, испуганная при виде льва. Ок. 1740. Офорт. Метрополитен-музей, Нью-Йорк
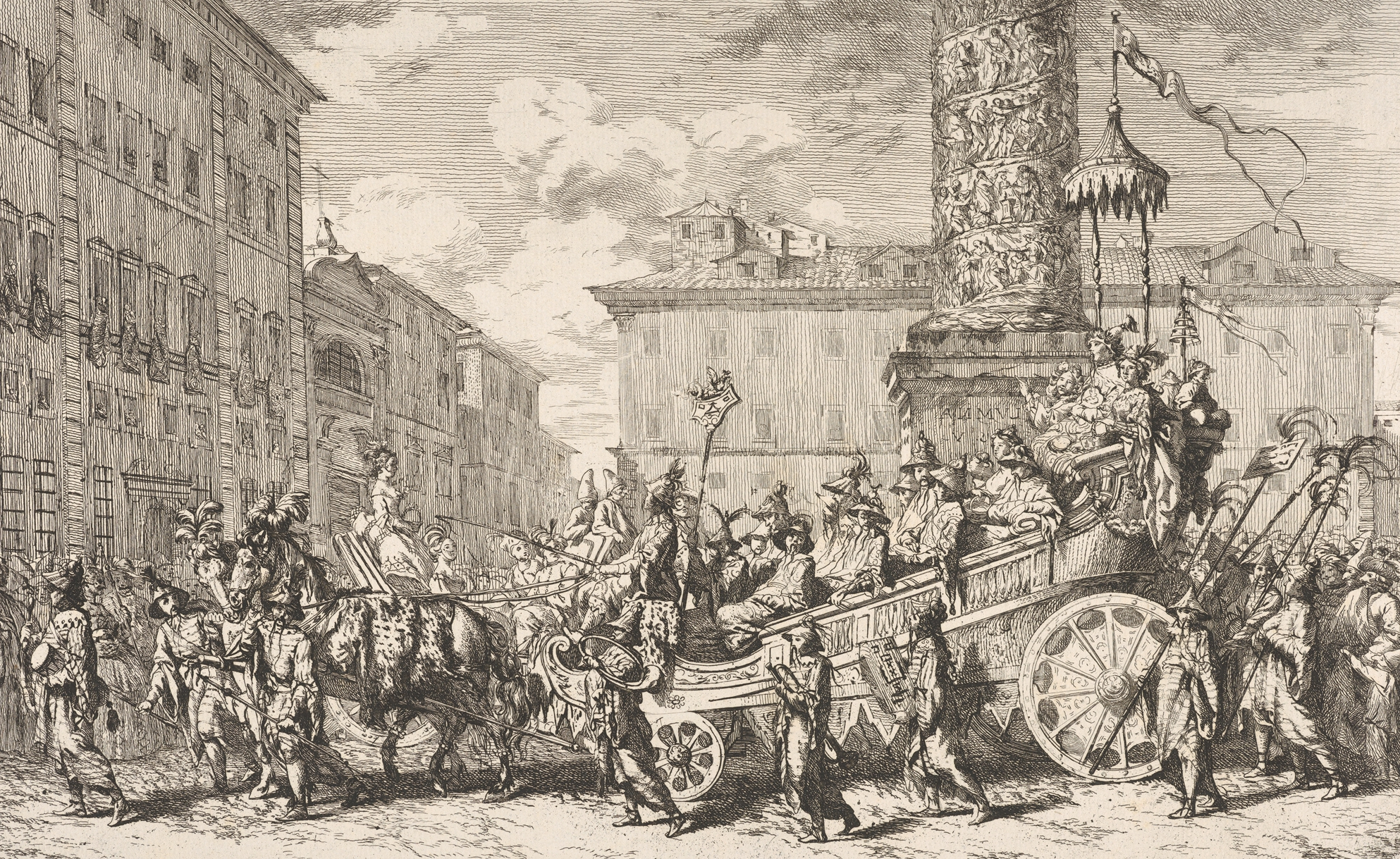
Китайский маскарад в Риме. 1735. Офорт. Метрополитен-музей, Нью-Йорк
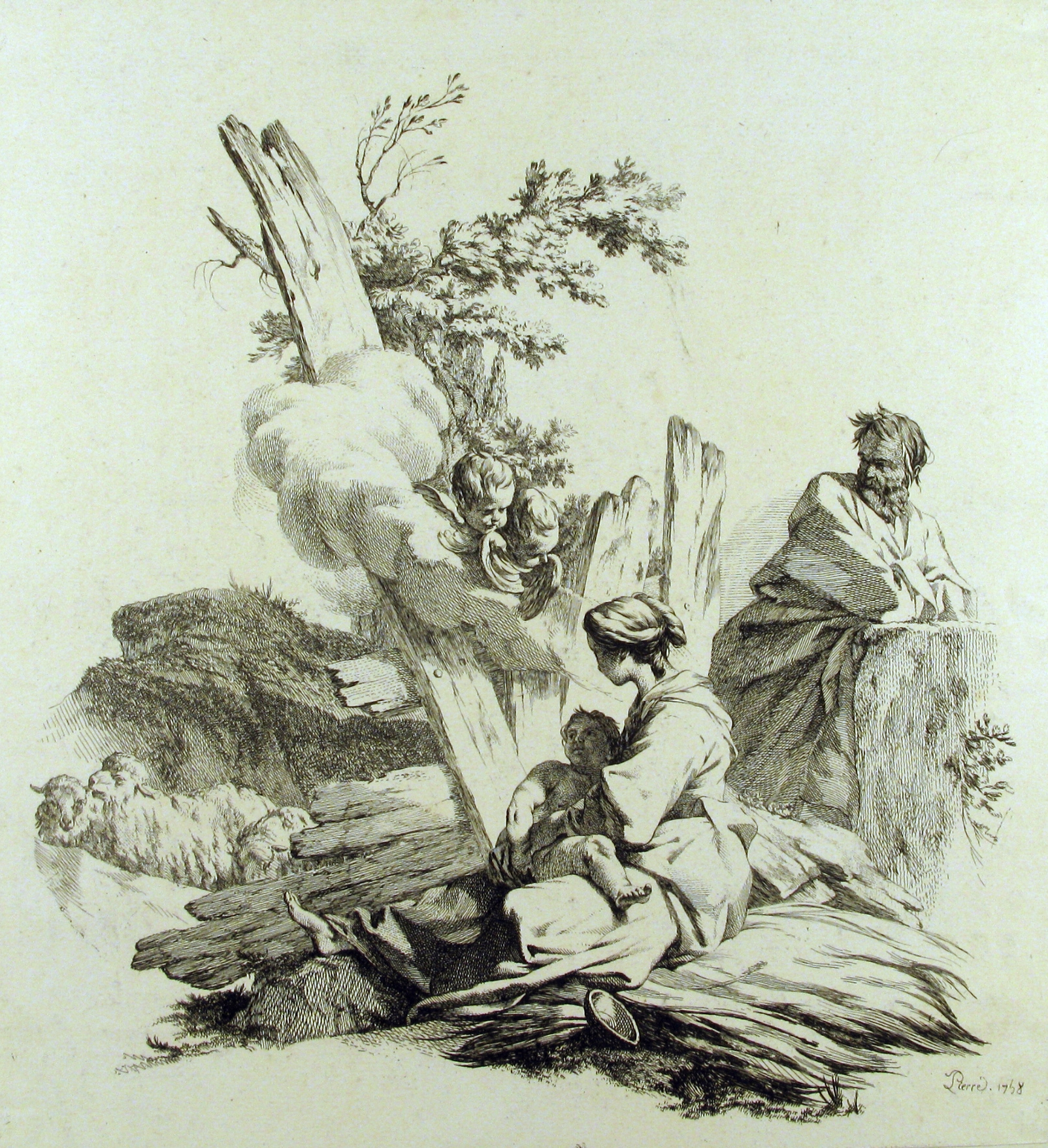
Бегство в Египет. 1758. Офорт. Метрополитен-музей, Нью-Йорк